# Palaiargia halcyon
Palaiargia halcyon – gatunek ważki z rodziny pióronogowatych (Platycnemididae). Endemit Nowej Gwinei.